# Villemereuil
Villemereuil è un comune francese di 243 abitanti situato nel dipartimento dell'Aube nella regione del Grand Est.

## Società

### Evoluzione demografica
Abitanti censiti